# Тринідад (острів)

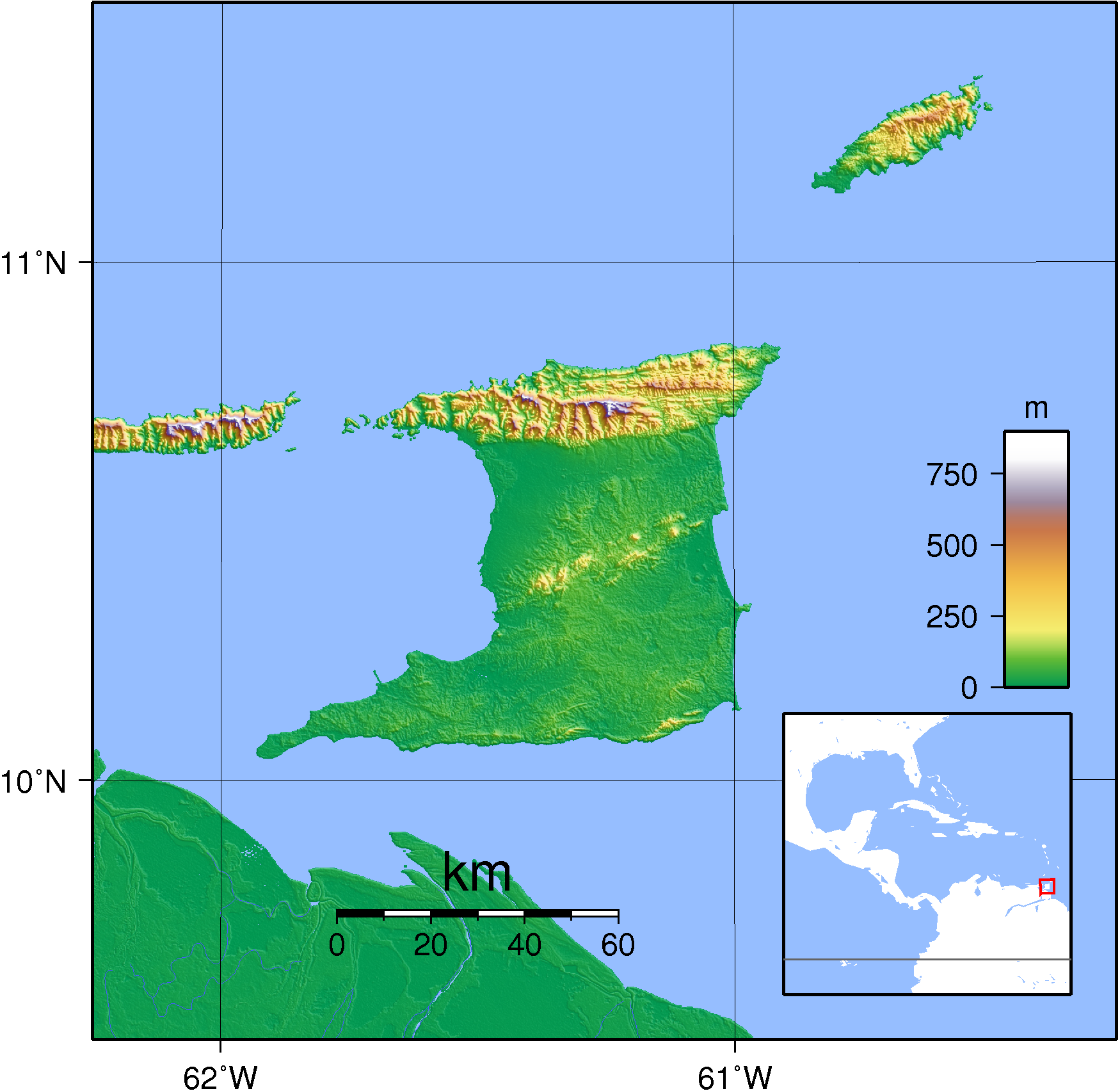
Острів Тринідад на карті

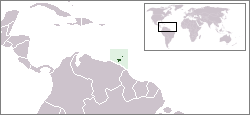
Тринідад і Тобаго на карті

Триніда́д (ісп. Trinidad, дос. «Трійця», «острів Трійці») — острів в Карибському морі поблизу північно-східних берегів Південної Америки. Є основною частиною країни Тринідад і Тобаго — на ньому проживає 96 % населення країни. Розташований за 11 км від узбережжя Венесуели. Площа острова 4 769 км². Географічні координати — між 10°03′п.ш. 60°55′ з.д. і 10°50′ с.ш. 61°55′ з.д. Довжина острова — 80 км, ширина — 59 км.

## Загальний опис
Острів материкового походження; відокремлений від материка протокою Бокас-дель-Драгон, затокою Парія і протокою Бока-де-ла-Сьєрпе. Невисокий сильно розчленований Північний хребет цього острова з найвищою точкою країни — горою Ель-Сьєрро-дель-Аріпо (ісп. El Cerro del Aripo, 940 м) є продовженням Берегового хребта Венесуели і складений метаморфічними сланцями. У центр. і півд. частинах острова виділяються дві менш високі гряди субширотного простягання, складені осадовими породами. Між хребтами розташовані алювіальні рівнини. Прибережні низовини на сході сильно заболочені. Вздовж південного узбережжя тягнеться ланцюг грязьових вулканів.
Головний хребет о. Тобаго протягається через осьову частину острова з південного заходу на північний схід, і є продовженням Північного хребта (тут максим. висоти бл. 600 м).
Є родовища природного асфальту (озеро Піч-Лейк та ін.), нафти (на шельфі) та природного газу.

## Клімат
Клімат субекваторіальний, спекотний і вологий; виділяють два сезони: сухий (з січня по травень) і дощовий. Середньомісячна температура 25-27 °С, опади від 1200 мм на рік. І до 3 800 мм на північному сході.

## Флора і фауна
Переважають вічнозелені ліси, в центрі острова і на підвітряних схилах саванна та рідколісся, кокосові пальми, плантації какао. Понад 40 видів колібрі.

## Історія
Острів Тринідад відкрив Христофор Колумб 31 липня 1498 р. під час своєї третьої подорожі до Нового Світу.
Іспанці, які йшли за Колумбом, підкорили або переселили араваків, які тоді населяли острів. Але бідність корисних копалин і неплодючі ґрунти острова суттєво зменшили увагу до нього з боку завойовників. Перше європейське поселення на острові — Хосе-де-Оруна, сучасний Сент-Джозеф — з'явилося у 1592 р. Спроби вирощувати тут тютюн і какао були неуспішними. У 1797 р. острів переходить до британської корони. Після скасування рабства у 1830 р. на острови прибувають тисячі робітників з Індії, Іспанії, Португалії, Англії, Франції, Китаю. Їхні нащадки й складають сьогодні основу народу, який називають тринідадцями.
Найбільші міста — Порт-оф-Спейн (столиця Тринідада і Тобаго), Сан-Фернандо, Аріма, Сент-Джозеф (перша столиця Тринідада) тощо.
На острові є міжнародне летовище.
У листопаді на острові проходить відомий джазовий фестиваль.